# 蓮川壮大
蓮川 壮大（はすかわ そうだい、1998年6月27日 - ）は、東京都足立区出身のプロサッカー選手。Jリーグ・清水エスパルス所属。ポジションはディフェンダー（DF）。

## 来歴
兄の影響でサッカーを始めた。レジスタFC、FC東京U-15深川を経て、同U-18へ昇格。高校3年次は主将を務め、日本クラブユース選手権とJユースカップの2冠を達成した。また2016年5月、トップチームに2種登録され、FC東京U-23として同月22日のJ3第10節・鹿児島ユナイテッドFC戦でJリーグデビューした。進学した明治大学では、3年次のインカレ決勝では決勝ゴールを挙げて優勝に貢献し、大会MVPにも選出された。
2020年7月、2021年からのFC東京へ加入が内定し、同年9月に特別指定選手に承認された。同年10月4日、J1第20節の湘南ベルマーレ戦で途中出場し、J1デビューを果たした。
2022年5月30日、いわてグルージャ盛岡に育成型期限付き移籍で加入することが発表された。
2022年12月5日、ヴァンフォーレ甲府に期限付き移籍で加入することが発表された。
2023年12月28日、清水エスパルスに期限付き移籍で加入することが発表された。
2025年シーズンからは、清水エスパルスに完全移籍することとなった。

## 所属クラブ
- 2005年 - 2010年 レジスタFC
- 2011年 - 2013年 FC東京U-15深川
- 2014年 - 2016年 FC東京U-18（東京都立足立高等学校[11]）
  - 2016年5月 - 同年12月  FC東京（2種登録選手）
- 2017年 - 2020年 明治大学
  - 2020年9月 - 同年12月  FC東京（特別指定選手）
- 2021年 - 2024年  FC東京
  - 2022年5月 - 同年12月  いわてグルージャ盛岡（育成型期限付き移籍）
  - 2023年  ヴァンフォーレ甲府 (期限付き移籍)
  - 2024年  清水エスパルス (期限付き移籍)
- 2025年 -  清水エスパルス

## 個人成績
| 国内大会個人成績 | 国内大会個人成績 | 国内大会個人成績 | 国内大会個人成績 | 国内大会個人成績 | 国内大会個人成績 | 国内大会個人成績 | 国内大会個人成績 | 国内大会個人成績 | 国内大会個人成績 | 国内大会個人成績 | 国内大会個人成績 |
| 年度             | クラブ           | 背番号           | リーグ           | リーグ戦         | リーグ戦         | リーグ杯         | リーグ杯         | オープン杯       | オープン杯       | 期間通算         | 期間通算         |
| 年度             | クラブ           | 背番号           | リーグ           | 出場             | 得点             | 出場             | 得点             | 出場             | 得点             | 出場             | 得点             |
| 日本             | 日本             | 日本             | 日本             | リーグ戦         | リーグ戦         | リーグ杯         | リーグ杯         | 天皇杯           | 天皇杯           | 期間通算         | 期間通算         |
| ---------------- | ---------------- | ---------------- | ---------------- | ---------------- | ---------------- | ---------------- | ---------------- | ---------------- | ---------------- | ---------------- | ---------------- |
| 2016             | F東23            | 33               | J3               | 5                | 0                | -                | -                | -                | -                | 5                | 0                |
| 2019             | 明治大           | 13               | -                | -                | -                | -                | -                | 2                | 0                | 2                | 0                |
| 2020             | FC東京           | 25               | J1               | 1                | 0                | 0                | 0                | -                | -                | 1                | 0                |
| 2021             | FC東京           | 25               | J1               | 5                | 0                | 7                | 0                | 1                | 0                | 13               | 0                |
| 2022             | FC東京           | 25               | J1               | 0                | 0                | 1                | 0                | -                | -                | 1                | 0                |
| 2022             | 岩手             | 2                | J2               | 11               | 0                | -                | -                | 0                | 0                | 11               | 0                |
| 2023             | 甲府             | 5                | J2               | 31               | 0                | -                | -                | 3                | 0                | 34               | 0                |
| 2024             | 清水             | 4                | J2               | 18               | 1                | 0                | 0                | 1                | 0                | 19               | 1                |
| 2025             | 清水             | 4                | J1               |                  |                  |                  |                  |                  |                  |                  |                  |
| 通算             | 日本             | 日本             | J1               | 6                | 0                | 8                | 0                | 1                | 0                | 15               | 0                |
| 通算             | 日本             | 日本             | J2               | 60               | 1                | 0                | 0                | 4                | 0                | 64               | 1                |
| 通算             | 日本             | 日本             | J3               | 5                | 0                | -                | -                | -                | -                | 5                | 0                |
| 通算             | 日本             | 日本             | 他               | -                | -                | -                | -                | 2                | 0                | 2                | 0                |
| 総通算           | 総通算           | 総通算           | 総通算           | 71               | 1                | 8                | 0                | 7                | 0                | 86               | 0                |

- 2016年は2種登録選手。2020年は特別指定選手。

| 国際大会個人成績 | 国際大会個人成績 | 国際大会個人成績 | 国際大会個人成績 | 国際大会個人成績 |
| 年度             | クラブ           | 背番号           | 出場             | 得点             |
| AFC              | AFC              | AFC              | ACL              | ACL              |
| ---------------- | ---------------- | ---------------- | ---------------- | ---------------- |
| 2023/24          | 甲府             | 5                | 4                | 0                |
| 通算             | AFC              | AFC              | 4                | 0                |

出場歴
- Jリーグ初出場 - 2016年5月22日 J3第10節 vs鹿児島ユナイテッドFC（江東区夢の島競技場）

得点
- Jリーグ初得点 - 2024年11月3日 J2第37節 vsいわきFC（IAIスタジアム日本平）

## タイトル

### クラブ
FC東京U-18
- 日本クラブユースサッカー選手権 (U-18)大会（2016年）優勝
- Jユースカップ（2016年）優勝

明治大学
- 総理大臣杯全日本大学サッカートーナメント(2019年)　優勝　※2020年は新型コロナウイルス感染症の影響で中止
- 全日本大学サッカー選手権大会（2019年)　優勝　※2020年は新型コロナウイルス感染症の影響で中止
- 関東大学サッカーリーグ戦　1部（2019年・2020年）優勝

清水エスパルス
- J2リーグ（2024年）

### 個人
- 全日本大学サッカー選手権大会　最優秀選手MVP（2019年）
- 関東大学サッカーリーグ戦　1部　ベストイレブン（2020年）

## 代表歴・選抜歴
- 全日本大学選抜（2020年）